# 朱孔昭
朱孔昭，福建晋江人，明朝政治人物。隆庆四年（1570年）庚午科举人出身。
万历八年，擔任廣東廣州府永安縣知縣（現紫金縣知縣）。后由郭之藩接任。